# Ivan Loekasjevitsj
Ivan Andrejevitsj Loekasjevitsj (Russisch: Иван Андреевич Лукашевич) (Moskou, 9 mei 1991) is een Russisch autocoureur en hij werkt mee aan het Marussia Motors coureursontwikkelingprogramma.

## Carrière

### Karten
Loekasjevitsj kartte van 2001 tot 2005. In 2001 en 2002 won hij de Mini Class van het Moskou Kartkampioenschap. Hij won ook de Russische Kartcup dat jaar.

### Formule Ford
Loekasjevitsj begon zijn formulecarrière in 2006 in de Formule Ford 1800 Benelux. Hij finishte als twaalfde in het kampioenschap met 20 punten.

### Formule Palmer Audi
Loekasjevitsj' volgende stap was de Formule Palmer Audi. Hij finishte in 2007 als 15e in het kampioenschap, waarbij hij 123 punten scoorde. In 2008 bleef hij in dit kampioenschap rijden en nam zijn succes toe. Ondanks dat hij slechts de helft van het kampioenschap reed, finishte hij toch in de top 10.
Loekasjevitsj miste het hele seizoen 2009 door problemen met zijn sponsors.

### GP3 Series
Loekasjevitsj stapt over naar het nieuwe GP3-kampioenschap in 2010. Hij rijdt voor het team Status Grand Prix, met als teamgenoten de Canadees Robert Wickens en de Libanees Daniel Morad.

## GP3-resultaten
| Jaar | 1          | 2          | 3          | 4          | 5       | 6       | 7       | 8       | 9       | 10      | 11      | 12      | 13      | 14      | 15      | 16      | Rang | Punten |
| ---- | ---------- | ---------- | ---------- | ---------- | ------- | ------- | ------- | ------- | ------- | ------- | ------- | ------- | ------- | ------- | ------- | ------- | ---- | ------ |
| 2010 | ESP FEA 19 | ESP SPR 19 | TUR FEA 19 | TUR SPR 27 | VAL FEA | VAL SPR | GBR FEA | GBR SPR | GER FEA | GER SPR | HUN FEA | HUN SPR | BEL FEA | BEL SPR | ITA FEA | ITA SPR | 30*  | 0*     |

* Seizoen loopt nog.